# Dorylomorpha aczeli
Dorylomorpha aczeli är en tvåvingeart som beskrevs av Hardy 1947. Dorylomorpha aczeli ingår i släktet Dorylomorpha och familjen ögonflugor. Arten har ej påträffats i Sverige. Inga underarter finns listade i Catalogue of Life.